# Ribnjačka
Ribnjačka je naselje u Republici Hrvatskoj, u sastavu općine Velika Pisanica, Bjelovarsko-bilogorska županija.

## Stanovništvo
Prema popisu stanovništva iz 2001. godine, naselje je imalo 184 stanovnika te 62 obiteljskih kućanstava.

Prema popisu stanovništva 2011. godine naselje je iamlo 154 stanovnika.
| broj stanovnika | 153   | 188   | 163   | 300   | 383   | 509   | 554   | 603   | 462   | 493   | 450   | 374   | 279   | 222   | 184   | 154   | 111   |
|                 | 1857. | 1869. | 1880. | 1890. | 1900. | 1910. | 1921. | 1931. | 1948. | 1953. | 1961. | 1971. | 1981. | 1991. | 2001. | 2011. | 2021. |

## Arheološko nalazište
Nalaz barbarskog novca u selu Ribnjačka zanimljiv je zbog toga, što je nesamo svoje vrste na našem području već je uopće i u dosadašnjoj barbarsko-keltskoj numizmatici jedinstven. 
Novac je našao još u lipnju 1941. seljak A.Š. (Andrija Šogorić) iz Ribnjačke na jednom od jugozapadnih ogranaka Bilogore. Kopajući ilovaču za potrebe svoje kuće, oko 200 metara od sela, na u obronak usječenom poljskom putu, odvalio je pijukom iznad glave oveći komad ilovače. U tom času prosula se kiša okruglih komada od srebra s mrko-smeđom prašinom. Seljak i sestra mu sakupiše oko 100 komada a sutradan nađoše djeca još nekoliko. 
Kako nalaz nije bio sličan nijednom poznatom novcu, držali su, da se radi o srebrnim dugmetima. Kod sakupljanja nisu našli nikakvih krhotina ni ostataka bilo kakve posude. Prema kasnijoj procjeni na mjestu nalaza, novac se nalazio oko 80 cm ispod površine u zemlji. Sačuvala nam ga je sretna okolnost, što se nalaznik bojao 1941. i kasnije, da objavi taj nalaz. Nekoliko komada razgrabila su djeca i rodbina za uspomenu, a ostatak sačuvao je seljak u vrećici sve do 1953. godine. 
Autor je prvi put 1952. u Bjelovaru vidio jedan komad iz toga nalaza i doznao, da se radilo o većem nalazu. Tragajući pronašao je tek u jesen 1953. nalaznika, pohodio mjesto nalaza te uspio otkupiti 78 komada. Od toga odstupio je 50 komada Arheološkom muzeju u Zagrebu a ostatak razdijelio među sabirače, sve po nabavnoj cijeni. 

Nalaz se sastojao od barbarskih tetradrahmi od finog srebra, neobično dobro sačuvanih. Sigurno je, da su bile vrlo kratko vrijeme u optjecaju. Od toga nalaza pored gore spomenutih 78 komada sabrali su kasnije razni sabirači još 8 komada, tako da je u svemu spašeno 86 komada.
Po ljepoti kovanja, likovnog dometa, po kiparskoj izražajnosti, rezbarskoj vještini i finoći srebra, najljepši je novac Iz skupnog nalaza srebrnih velikih tetradrahmi iz sela Ribnjačka, u kotaru Bjelovar. 
Otkriće te ostavine bilo je u lipnju 1941. godine. Od oko 102 komada toga novca iz skupog nalaza spašeno je 86 komada, a zauzimanjem tadašnjeg liječnika u Bjelovaru, dr. Vladimira Liščića dospjelo je pedeset komada ovog novca u Arheološki muzej u Zagreb. 
Te izvanredno lijepe i odlično očuvane primjerke tetradrahme iz dobre finoće srebra teže 12,5-13,2 grama. U osnovi su tri tipa s mnogo inačica i odstupanja u pojedinostima, što govori da je bilo više vrsta kalupa. Svi primjerci su vrlo pomno izradjeni, te daju dojam, kao da su i ručno dotjerivana. 
Avers ove tetradrahme je glava"Filipera" sa stiliziranom kapom na glavi i markantnim izrazima muževnosti lica i brade, s pogledom udesno. Gusti brkovi imaju oblik vodoravnog slova "S". 
Revers je značajan s reljefno izraženim konjem i jahačem, koji u desnici drže koplje i uzde, a ljevicom s bičem udara konja po sapi da bi ga natjerao na brže kretanje. Konj je cijelom pojavom okrenut ulijevo. Na rubu je natpis ili slova, ali nečitljiva. Na nekim komadima konj je okrenut udesno, a svi u kasu na crti od točaka. "Ribnjačka tetradrahma'' se znatno razlikuje od "Noričke tetradrahme" koje opisuje dr. Karel Castelin u svojoj raspravi "Keltske tetradrahme i njihovi dijelovi u Norikumu"

## Vjerski život
U mjestu Ribnjačka postoji kapelica posvećena sv. Antunu Padovanskom koju je 1992. posvetio varaždinski biskup Marko Culej. Mjesto Ribnjačka pripada rimokatoličkoj župi sv. Franje Ksaverskog u Kozarevcu.
Također, u selu postoji pravoslavni filijalni hram malotrešnjevačke parohije posvećen Svetom apostolu i evanđelistu Luki. Crkva brvnara iz 1722.g. potpuno je uništena za vrijeme Drugog svjetskog rata, a kamen temeljac novog hrama u Ribnjačkoj posvećen je 16. travnja 1978. godine. Dovršena i posvećena je 18. srpnja 2006. godine. Parohiju opslužuje paroh bjelovarski.

## Društveni život
Najznačajnija udruga koja okuplja najveći broj mještana je Dobrovoljno vatrogasno društvo Ribnjačka. Osnovano je 1954. godine, a danas ima 30-ak aktivnih članova. U rukovodstvu društva su predsjednica Nada Bokan, zapovjednik Hrvoje Bokan i tajnik Slobodan Dragić te ostali članovi upravljačkih tijela. Društvo posjeduje vatrogasno spremište, traktorsku cisternu i kompletnu vatrogasnu opremu. Mladež i djeca redovito sudjeluju na općinskim i županijskim natjecanjima.

## Škola
U selu postoji područna škola Osnovne škole Velika Pisanica koja šk.god. 2017/2018. ima 6 učenika. Nastavu održava jedna učiteljica razredne nastave. Škola u Ribnjačkoj postoji od 1903. godine, u tridesetima godinama prošloga stoljeća imala je čak 120 učenika. Ista školska zgrada postoji i danas.

## Gospodarstvo
Ribnjačani se tradicionalno bave kombiniranom poljoprivredom; stočarstvom: mljekarstvo, uzgoj bikova, ovčarstvo i konjogojstvo (u turističke svrhe); ratarstvom: pretežito uzgoj žita i kukuruza. U Ribnjačkoj uzgaja se i industrijsko bilje, poglavito duhan koji se u ostatku županije više uopće ne uzgaja te kamilica. Ostala poljoprivredna proizvodnja odnosi se na voćarstvo: orah, višnja.
Turizam je sve zastupljenija djelatnost u selu jer se na samom vrhu sela nalazi turističko izletište - agroturizam "Na malenom brijegu" koji nudi tradicionalnu bilogorsku hranu, smještaj i prenočište, školu jahanja, aktivan odmor, izlete za djecu i slično.